# Unione Sportiva Alessandria Calcio 1998-1999
Questa voce raccoglie le informazioni riguardanti l'Unione Sportiva Alessandria Calcio nelle competizioni ufficiali della stagione 1998-1999.

## Stagione
Nella stagione 1998-1999 l'Unione Sportiva Alessandria Calcio disputa il decimo campionato di Serie C2 della sua storia. Nel girone A raccoglie 50 punti, ottenendo l'ottava posizione. Allenata da Claudio Maselli chiude il girone di andata con 23 punti a centro classifica, nel girone di ritorno mette insieme qualcosa in più, 27 punti, ma resta  ancora distanziata 5 punti dalla zona play-off. Giancarlo Romairone con 11 reti è stato il miglior marcatore stagionale dei grigi. Nella Coppa Italia di Serie C l'Alessandria disputa il girone B di qualificazione che promuove il Saronno ai sedicesimi.

## Divise e sponsor
Il fornitore ufficiale di materiale tecnico per la stagione 1998-1999 fu Erreà, mentre lo sponsor di maglia fu Cassa di Risparmio di Alessandria.
| Casa | Trasferta |

## Organigramma societario
Area direttiva
- Presidente: Gino Amisano
- Amministratore delegato: Roberto Spinelli (dal 27 febbraio)
- Consiglieri: Franco Paneri e Carlo Besozzi (dal 27 febbraio)

Area organizzativa
- Segretario: Roberto Quirico
- Addetto all'arbitro: Silvano Siri

Area tecnica
- Direttore sportivo: Renzo Melani (fino al 21 luglio), dal 27 febbraio Roberto Lamanna
- Allenatore: Claudio Maselli
- Allenatori in seconda: Antonio Colombo e Luigi Manueli

Area sanitaria
- Medico sociale: Pierluigi Gatto
- Collaboratore: Pietro Gatto
- Massaggiatore: Giulio Mozzi

## Rosa
| N. |                    | Ruolo | Calciatore          |
| -- | ------------------ | ----- | ------------------- |
|    | Italia (bandiera)  | P     | Emiliano Betti      |
|    | Italia (bandiera)  | P     | Michele Castagnone  |
|    | Italia (bandiera)  | P     | Silvio Lafuenti     |
|    | Italia (bandiera)  | D     | Simone Bartoloni    |
|    | Italia (bandiera)  | D     | Maurizio Ferrarese  |
|    | Italia (bandiera)  | D     | Giuseppe Fornaciari |
|    | Italia (bandiera)  | D     | Mario Giannoni      |
|    | Italia (bandiera)  | D     | Maurizio Lizzani    |
|    | Italia (bandiera)  | D     | Matteo Melara       |
|    | Italia (bandiera)  | D     | Marco Mengucci      |
|    | Italia (bandiera)  | D     | Rudy Nicoletto      |
|    | Francia (bandiera) | C     | David Bettoni       |
|    | Italia (bandiera)  | C     | Michele Biagianti   |

| N. |                   | Ruolo | Calciatore           |
| -- | ----------------- | ----- | -------------------- |
|    | Italia (bandiera) | C     | Fabrizio Catelli     |
|    | Italia (bandiera) | C     | David D'Antoni       |
|    | Italia (bandiera) | C     | Andrea De Martini    |
|    | Italia (bandiera) | C     | Daniele Giraldi      |
|    | Italia (bandiera) | C     | Vincenzo Lanotte     |
|    | Italia (bandiera) | C     | Massimiliano Scaglia |
|    | Italia (bandiera) | C     | Manuel Vivani        |
|    | Italia (bandiera) | A     | Luca Facchetti       |
|    | Italia (bandiera) | A     | Ferdinando Gasparini |
|    | Italia (bandiera) | A     | Angelo Montrone      |
|    | Italia (bandiera) | A     | Eros Antonio Piazza  |
|    | Italia (bandiera) | A     | Giancarlo Romairone  |

## Risultati

### Serie C2

#### Girone di andata
| Arbitro: | Angrisani (Salerno) |

|               |           |             |
| Romairone 13’ | Marcatori | 63’ Araboni |

| Arbitro: | Lucenti (Mestre) |

|  |           |               |
|  | Marcatori | 27’ Romairone |

| Viareggio 20 settembre 1998, ore 16:00 CEST 3ª giornata | Viareggio                | 0 – 0 referto | Alessandria | Stadio dei Pini (800 spett.)\| Arbitro: \| Battistella (Conegliano) \| |
| Arbitro:                                                | Battistella (Conegliano) |               |             |                                                                        |

| Arbitro: | Benedetti (Vicenza) |

|  |           |               |
|  | Marcatori | 84’ Andreotti |

| Arbitro: | Ledda (Alghero) |

|           |           |             |
| Parma 12’ | Marcatori | 58’ Giraldi |

| Arbitro: | Benedetto (Messina) |

|                                          |           |              |
| Giraldi 15’ Romairone 46’ Fornaciari 69’ | Marcatori | 75’ Bonavita |

| Arbitro: | Rizzoli (Bologna) |

|             |           |                      |
| Franchi 74’ | Marcatori | 47’ (rig.) Romairone |

| Arbitro: | Cannella (Palermo) |

|  |           |                       |
|  | Marcatori | 17’ Centi 53’ Mezzini |

| Arbitro: | Nicoletti (Macerata) |

|              |           |               |
| Fabbrini 81’ | Marcatori | 11’ Romairone |

| Arbitro: | Carlucci (Molfetta) |

|               |           |  |
| Romairone 20’ | Marcatori |  |

| Borgosesia 22 novembre 1998, ore 14:30 CET 11ª giornata | Borgosesia          | 0 – 0 referto | Alessandria | Stadio Comunale (850 spett.)\| Arbitro: \| Cavallaro (Legnago) \| |
| Arbitro:                                                | Cavallaro (Legnago) |               |             |                                                                   |

| Arbitro: | Cenni (Imola) |

|                                  |           |  |
| Gasparini 59’, 73’ Romairone 69’ | Marcatori |  |

| Arbitro: | Bernabini (Roma) |

|            |           |                        |
| Bifini 66’ | Marcatori | 6’ Bettoni 48’ Scaglia |

| Arbitro: | Benedetto (Messina) |

|                 |           |                             |
| Giraldi 6’, 87’ | Marcatori | 10’ I. Ferretti 90’ Millesi |

| Arbitro: | Gazzi (Torino) |

|                 |           |               |
| Abate 5’ (rig.) | Marcatori | 70’ Gasparini |

| Arbitro: | Papini (Perugia) |

|  |           |              |
|  | Marcatori | 34’ Garofalo |

| Arbitro: | Bonin (Trieste) |

|                        |           |  |
| Temelin 59’ Maiolo 70’ | Marcatori |  |

#### Girone di ritorno
| Arbitro: | Benedetti (Vicenza) |

|           |           |  |
| Dossi 60’ | Marcatori |  |

| Arbitro: | Tomasi (Conegliano) |

|                                               |           |  |
| Catelli 52’ (rig.) Montrone 76’ Romairone 84’ | Marcatori |  |

| Arbitro: | Ioseffi (Siena) |

|                                 |           |                       |
| Montrone 29’ Catelli 79’ (rig.) | Marcatori | 31’ (rig.) Bonuccelli |

| Arbitro: | Angrisani (Salerno) |

|              |           |  |
| D. Ricci 45’ | Marcatori |  |

| Arbitro: | Cenni (Imola) |

|                              |           |          |
| Romairone 41’ Fornaciari 58’ | Marcatori | 34’ Dosi |

| Arbitro: | Tomasi (Conegliano) |

|                          |           |  |
| Mignani 18’ Bonavita 64’ | Marcatori |  |

| Arbitro: | Porretta (Palermo) |

|             |           |  |
| Lanotte 81’ | Marcatori |  |

| Arbitro: | Ferrari (Roma) |

|                       |           |             |
| Provenzano 19’ (rig.) | Marcatori | 56’ Giraldi |

| Arbitro: | Semeraro (Taranto) |

|               |           |  |
| Facchetti 86’ | Marcatori |  |

| Arbitro: | Nicoletti (Macerata) |

|                    |           |               |
| Salsano 65’ (rig.) | Marcatori | 11’ Romairone |

| Arbitro: | F. Rossi (Forlì) |

|            |           |  |
| Melara 57’ | Marcatori |  |

| Arbitro: | Carlucci (Molfetta) |

|                         |           |  |
| Dellagiovanna 9’ (rig.) | Marcatori |  |

| Arbitro: | Tomasi (Conegliano) |

|                                  |           |                |
| Lanotte 21’ Romairone 29’ (rig.) | Marcatori | 57’, 63’ Lerda |

| Arbitro: | Carrer (Conegliano) |

|  |           |             |
|  | Marcatori | 27’ Giraldi |

| Arbitro: | Ferraro (Crotone) |

|  |           |           |
|  | Marcatori | 90’ Abate |

| Arbitro: | G. Rossi (Rimini) |

|                                                               |           |  |
| Petrone 11’, 78’ Cavaliere 53’ (rig.) Garofalo 69’ Cretaz 86’ | Marcatori |  |

| Arbitro: | Girardi (San Donà di Piave) |

|                                |           |                             |
| Bartoloni 10’ Giraldi 55’, 87’ | Marcatori | 28’ Pappalardo 30’ Augliera |

### Coppa Italia di Serie C

#### Fase eliminatoria a gironi
| Arbitro: | Campofiorito (Chiavari) |

|                |           |                      |
| Riccadonna 80’ | Marcatori | 88’ (rig.) Romairone |

| 26 agosto 1998 2ª giornata |  | – Turno di riposo Alessandria |  |  |

| Arbitro: | Cavallaro (Legnago) |

|                            |           |  |
| Olivari 54’ Provenzano 73’ | Marcatori |  |

| Arbitro: | Pieri (Genova) |

|             |           |                          |
| Lizzani 59’ | Marcatori | 2’ S. Adani 30’ Nicolini |

| Arbitro: | Santoro (Domodossola) |

|  |           |                          |
|  | Marcatori | 45’ Parma 90’ Ferraresso |

## Statistiche

### Statistiche di squadra
| Competizione         | Punti | In casa | In casa | In casa | In casa | In casa | In casa | In trasferta | In trasferta | In trasferta | In trasferta | In trasferta | In trasferta | Totale | Totale | Totale | Totale | Totale | Totale | DR |
| Competizione         | Punti | G       | V       | N       | P       | Gf      | Gs      | G            | V            | N            | P            | Gf           | Gs           | G      | V      | N      | P      | Gf     | Gs     | DR |
| -------------------- | ----- | ------- | ------- | ------- | ------- | ------- | ------- | ------------ | ------------ | ------------ | ------------ | ------------ | ------------ | ------ | ------ | ------ | ------ | ------ | ------ | -- |
| Serie C2             | 50    | 17      | 10      | 3       | 4       | 25      | 15      | 17           | 3            | 8            | 6            | 10           | 19           | 34     | 13     | 11     | 10     | 35     | 34     | +1 |
| Coppa Italia Serie C |       | 2       | 0       | 0       | 2       | 1       | 4       | 2            | 0            | 1            | 1            | 1            | 3            | 4      | 0      | 1      | 3      | 2      | 7      | -5 |
| Totale               |       | 19      | 10      | 3       | 6       | 26      | 19      | 19           | 3            | 9            | 7            | 11           | 22           | 38     | 13     | 12     | 13     | 37     | 41     | -4 |

### Statistiche dei giocatori
| Giocatore        | Serie C2 | Serie C2 | Coppa Italia Serie C | Coppa Italia Serie C | Totale   | Totale |
| Giocatore        | Presenze | Reti     | Presenze             | Reti                 | Presenze | Reti   |
| ---------------- | -------- | -------- | -------------------- | -------------------- | -------- | ------ |
| S. Bartoloni     | 8        | 1        | -                    | -                    | 8        | 1      |
| D. Bettoni       | 27       | 1        | 1                    | 0                    | 28       | 1      |
| M. Biagianti     | 23       | 0        | 2                    | 0                    | 25       | 0      |
| Camera           | -        | -        | 1                    | 0                    | 1        | 0      |
| M. Castagnone    | 1        | -5       | 3                    | -5                   | 4        | -10    |
| F. Catelli       | 29       | 2        | 2                    | 0                    | 31       | 2      |
| D. D'Antoni      | 11       | 0        | -                    | -                    | 11       | 0      |
| A. De Martini    | 10       | 0        | 4                    | 0                    | 14       | 0      |
| L. Facchetti     | 6        | 1        | -                    | -                    | 6        | 1      |
| M. Ferrarese     | 17       | 0        | -                    | -                    | 17       | 0      |
| G. Fornaciari    | 27       | 2        | 2                    | 0                    | 29       | 2      |
| F. Gasparini     | 18       | 3        | 1                    | 0                    | 19       | 3      |
| Gherardo         | -        | -        | 1                    | 0                    | 1        | 0      |
| M. Giannoni      | 31       | 0        | 2                    | 0                    | 33       | 0      |
| D. Giraldi       | 30       | 8        | 3                    | 0                    | 33       | 8      |
| A. Greco Ferlisi | 6        | 0        | 3                    | 0                    | 9        | 0      |
| Ivaldi           | 4        | 0        | 3                    | 0                    | 7        | 0      |
| S. Lafuenti      | 33       | -29      | 1                    | -2                   | 34       | -31    |
| V. Lanotte       | 21       | 2        | 2                    | 0                    | 23       | 2      |
| M. Lizzani       | 26       | 0        | 4                    | 1                    | 30       | 1      |
| Lorusso          | 1        | 0        | -                    | -                    | 1        | 0      |
| M. Melara        | 32       | 1        | 3                    | 0                    | 35       | 1      |
| M. Mengucci      | 12       | 0        | 3                    | 0                    | 15       | 0      |
| A. Montrone      | 19       | 2        | -                    | -                    | 19       | 2      |
| Mossio           | 1        | 0        | -                    | -                    | 1        | 0      |
| R. Nicoletto     | -        | -        | 1                    | 0                    | 1        | 0      |
| Pavan            | 2        | 0        | -                    | -                    | 2        | 0      |
| E. Piazza        | 16       | 5        | 4                    | 2                    | 20       | 7      |
| G. Romairone     | 33       | 11       | 4                    | 1                    | 37       | 12     |
| M. Scaglia       | 33       | 1        | 4                    | 0                    | 37       | 1      |
| M. Vivani        | -        | -        | 1                    | 0                    | 1        | 0      |